# Parelloop 1994
De Parelloop 1994 vond plaats op zondag 10 april 1994. Het was de zesde editie van dit evenement. In totaal finishten 430 mannen en 307 vrouwen de wedstrijd.
De wedstrijd bij de mannen werd gewonnen door Rolando Vera uit Ecuador in 28.16. Hij had slechts vijf seconden voorsprong op de Nederlander Marco Gielen, die met 28.21 zijn persoonlijk record flink verbeterde. Marti ten Kate werd derde in 28.36. Bij de vrouwen won de Nederlandse Marjan Freriks in 32.35. Zij was vier seconden sneller dan de als tweede eindigende Carla Beurskens.

## Uitslagen
Mannen
| rang   | naam                   | land | tijd  |
| ------ | ---------------------- | ---- | ----- |
| Goud   | Rolando Vera           | ECU  | 28.16 |
| Zilver | Marco Gielen           | NED  | 28.21 |
| Brons  | Marti ten Kate         | NED  | 28.36 |
| 4      | Fransua Woldemariam    | ETH  | 28.50 |
| 5      | Warren Petterson       | RSA  | 29.03 |
| 6      | René Godlieb           | NED  | 29.11 |
| 7      | Tadesse Woldemeskle    | ETH  | 29.17 |
| 8      | Luc Krotwaar           | NED  | 29.21 |
| 9      | Armand van der Smissen | NED  | 29.23 |
| 10     | Woldelassa Milkessa    | ETH  | 29.29 |

Vrouwen
| rang   | naam               | land | tijd  |
| ------ | ------------------ | ---- | ----- |
| Goud   | Marjan Freriks     | NED  | 32.35 |
| Zilver | Carla Beurskens    | NED  | 32.39 |
| Brons  | Christine Toonstra | NED  | 33.21 |
| 4      | Joke Kleijweg      | NED  | 34.09 |
| 5      | Hazeleger          | NED  | 34.12 |
| 6      | Helle Vullings     | NED  | 34.40 |
| 7      | Vivian Ruijters    | NED  | 35.53 |

1989 ·
1990 ·
1991 ·
1992 ·
1993 ·
1994 ·
1995 ·
1996 ·
1997 ·
1998 ·
1999 ·
2000 ·
2001 ·
2002 ·
2003 ·
2004 ·
2005 ·
2006 ·
2007 ·
2008 ·
2009 ·
2010 ·
2011 ·
2012 ·
2013 ·
2014 ·
2015 ·
2016 ·
2017 ·
2018 ·
2019 ·
2020 (afgelast) ·
2021 (afgelast) ·
2022 ·
2023 ·
2024